# Stefan Pfeiffer
Pour les articles homonymes, voir Pfeiffer.
Stefan Pfeiffer, né le 15 novembre 1965 à Hambourg, est un nageur allemand spécialiste des épreuves de demi-fond en nage libre.

## Biographie
En 1983, il termine 3e de l'épreuve du 1 500 m nage libre des championnats d'Europe et remporte ainsi sa 1re médaille internationale ; lors des trois championnats d'Europe suivants et pour la même épreuve, il est deux fois médaillés de bronze et une fois vice-champion. 
Dans cette même discipline, il est médaillé de bronze aux Jeux olympiques de 1984, vice-champion olympique à ceux de 1988 et de nouveau médaillé de bronze aux championnats du monde en 1991. Lors de ces derniers championnats, il remporte la médaille d'or avec l'équipe de relais du 4 × 200 m nage libre.
Après sa carrière sportive, il a été, entre autres, commentateur de la chaîne Eurosport.

## Palmarès

### Jeux olympiques
- Jeux olympiques de 1984 à Los Angeles (États-Unis) :
  -  Médaille de bronze du 1 500 m nage libre (15 min 12 s 11).

- Jeux olympiques de 1988 à Séoul (Corée du Sud) :
  -  Médaille d'argent du 1 500 m nage libre (15 min 2 s 69).

### Championnats du monde
- Championnats du monde 1991 à Perth (Australie) :
  -  Médaille d'or au titre du relais 4 × 200 m nage libre (7 min 13 s 50) (Peter Sitt~Steffen Zesner~Stefan Pfeiffer~Michael Gross).
  -  Médaille d'argent du 400 m nage libre (3 min 48 s 86).
  -  Médaille de bronze du 1 500 m nage libre (14 min 59 s 34).

### Championnats d'Europe
- Championnats d'Europe 1983 à Rome (Italie) :
  -  Médaille de bronze du 1 500 m nage libre (15 min 16 s 85).

- Championnats d'Europe 1985 à Sofia (Bulgarie) :
  -  Médaille de bronze du 1 500 m nage libre (15 min 20 s 67).

- Championnats d'Europe 1987 à Strasbourg (France) :
  -  Médaille de bronze du 1 500 m nage libre (15 min 3 s 06).

- Championnats d'Europe 1989 à Bonn (Allemagne de l'Ouest) :
  -  Médaille d'argent du 400 m nage libre (3 min 48 s 68).
  -  Médaille d'argent du 1 500 m nage libre (15 min 1 s 93).
  -  Médaille d'argent au titre du relais 4 × 200 m nage libre (7 min 17 s 38) (Peter Sitt~Martin Herrmann~Erik Hochstein~Stefan Pfeiffer)